# Tania Modra
Tania Modra (Port Lincoln, 14 gennaio 1975) è un'ex paraciclista australiana.

## Biografia

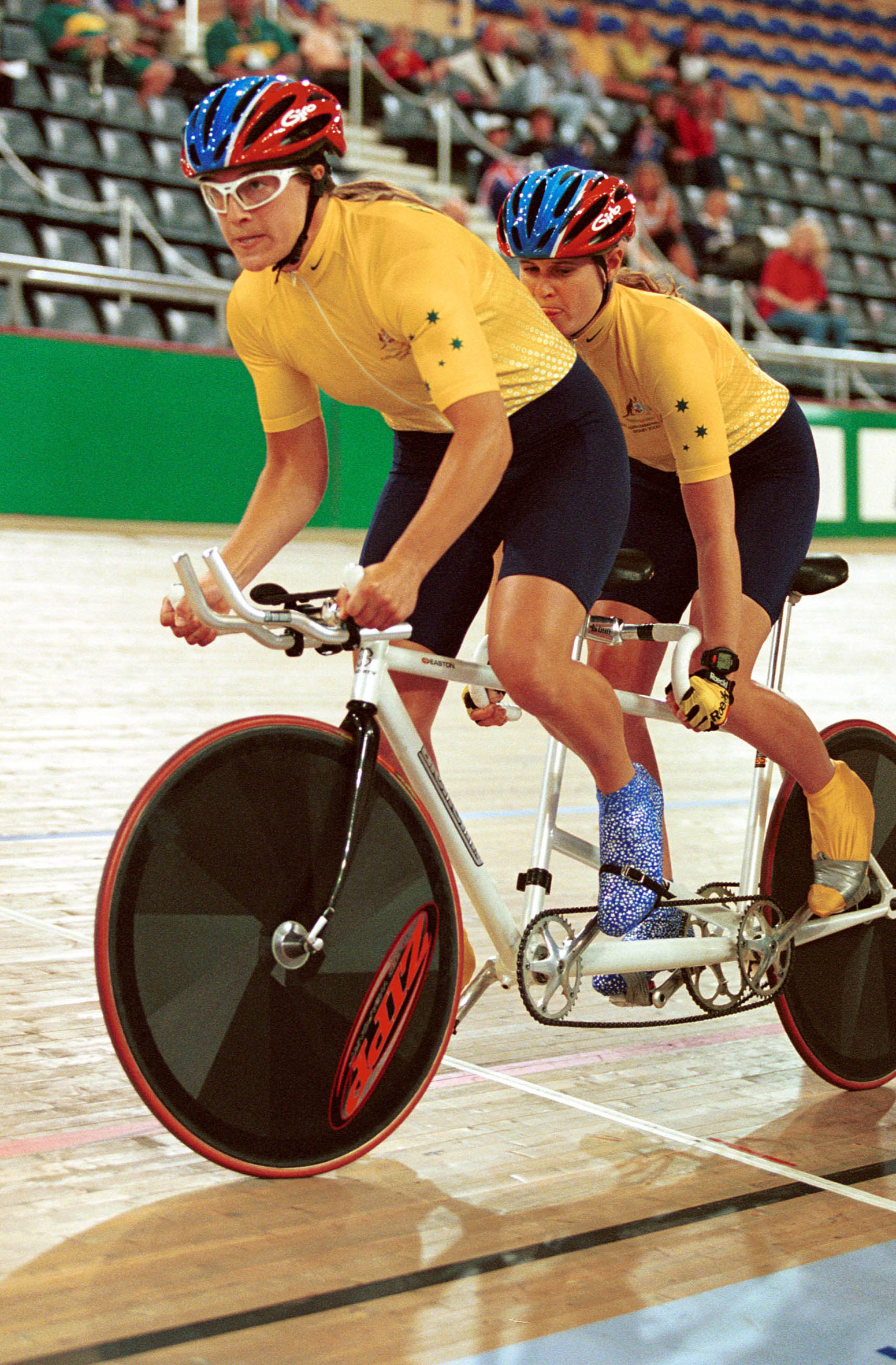
La pilota Tania Modra in azione con la compagna Sarnya Parker durante la prova a tempo 1 km femminile alle Paralimpiadi di Sydney 2000.

Tania Modra è nata a Port Lincoln, in Australia Meridionale, e cresciuta nella fattoria di Greenpatch, a 20 chilometri a nord di Port Lincoln. Ha frequentato l'Immanuel College di Adelaide. Diciotto mesi prima dei Giochi paralimpici di Sydney 2000, suo fratello Kieran Modra, paraciclista ipovedente, la presentò alla paraciclista in tandem Sarnya Parker e così divenne la sua pilota. Con la Parker, vinse due medaglie d'oro nel paraciclismo: gara a tempo 1 km in tandem femminile e gara open in tandem femminile. Nella stessa Paralimpiade fu anche pilota per suo fratello Kieran a causa della gravidanza della pilota, nonché moglie, di questi, Kerry Golding. Insieme, i due fratelli non vinsero nessuna medaglia. Grazie ai due ori di Sydney, la Modra fu insignita della Medaglia dell'Ordine dell'Australia.

## Palmarès
| Anno | Manifestazione     | Sede   | Evento                   | Risultato | Prestazione | Note |
| ---- | ------------------ | ------ | ------------------------ | --------- | ----------- | ---- |
| 2000 | Giochi paralimpici | Sydney | 1 km a cronometro tandem | Oro       |             |      |
| 2000 | Giochi paralimpici | Sydney | Tandem open individuale  | Oro       |             |      |